# Trîbusivka, Pișceanka
Trîbusivka (în ucraineană Трибусівка) este localitatea de reședință a comunei Trîbusivka din raionul Pișceanka, regiunea Vinnița, Ucraina.

## Demografie
Componența lingvistică a localității Trîbusivka
     Ucraineană (99,39%)
     Alte limbi (0,61%)
Conform recensământului din 2001, majoritatea populației localității Trîbusivka era vorbitoare de ucraineană (99,39%), existând în minoritate și vorbitori de alte limbi.